# Phu Lon

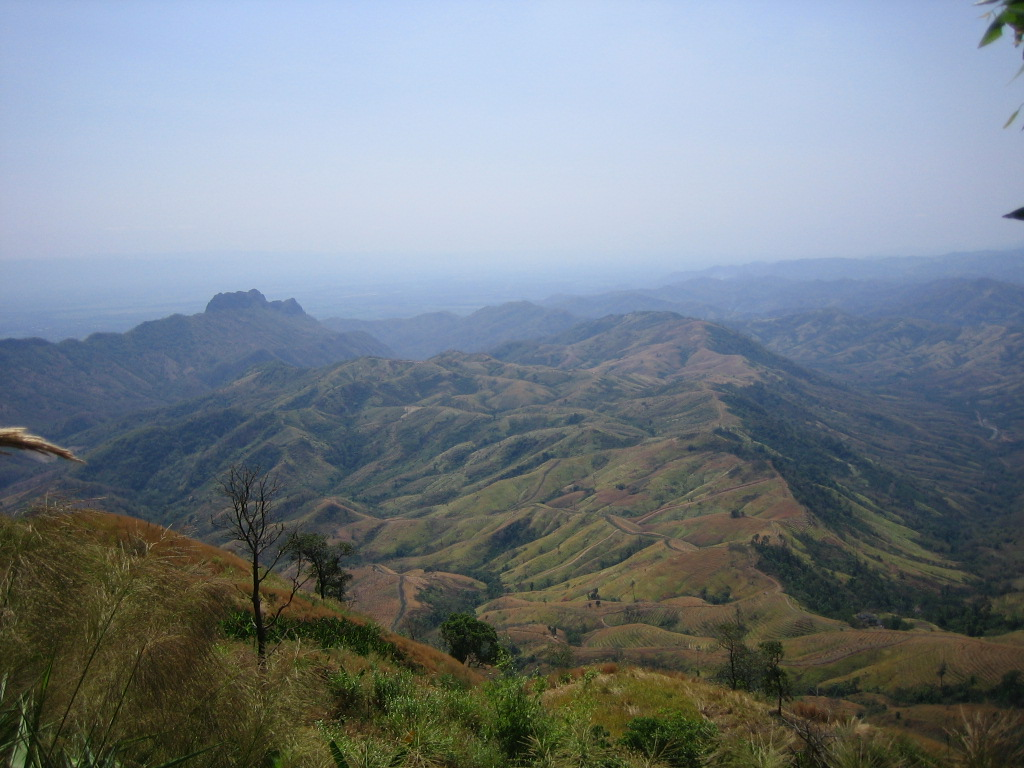
Die Berglandschaft von Loei, Nordost-Thailand

Phu Lon  ist ein archäologischer Fundplatz in der Provinz Loei.

## Lage und Grabungsgeschichte
Phu Lon liegt in Amphoe Chiang Khan, Provinz Loei, in Nordost-Thailand, dem Isan, also im Einzugsgebiet des Mekong. Phu Lon wurde in den 1980er Jahren von Vincent Pigott und Surapol Natapint erforscht und beschrieben.

## Funde
Phu Lon ist eine Verbindung zwischen einer Kupfermine und einem Platz zur Verarbeitung von Bronze. Der Ort wurde zwischen 1500 v. Chr. bis zum Ende des 1. Jahrtausends besiedelt. Die mit der Mine zusammenhängenden Schäfte und die tiefen Einschlüsse der Erzverarbeitung (Schmelzen und Gießen) lassen auf jährlich wiederkehrende Aktivitäten schließen. Plätze auf der angrenzenden Khorat-Hochebene, z. B. bei Non Nok Tha und Ban Na Di, lassen ebenfalls vermuten, dass der Gussvorgang oft weitab von den Minen erfolgt ist.